# Kostel svatého Jakuba Staršího (Pomezí nad Ohří)
Římskokatolický kostel svatého Jakuba Většího v Pomezí nad Ohří se nachází v okrese Cheb v Karlovarském kraji. Od roku 1963 je chráněn jako kulturní památka.

## Historie
Kostel je cenná, původně románská stavba. Podle zápisu z diecésní matriky v Regensburgu byl postaven v 10. století. Z nejstarších stavebních fází se zachoval chór a triumfální oblouk. V letech 1618 a 1625 kostel vyhořel a nově postaven byl v až roce 1700. Současná podoba kostela pochází z jeho poslední, pozdně barokní přestavby v letech 1798 až 1799. Vzhledem k faktu, že dne 23. 11. 1700 došlo k novému vysvěcení kostela, lze předpokládat, že k úpravám stavby došlo v duchu barokního slohu ještě před tímto datem.
V 18. století zřejmě docházelo k dalším přestavbám. Počátkem 19. století, v době kolem roku 1800 došlo vytvoření nového průchodu z lodi do sakristie. V letech 1829 a 1830 byly odstraněny postranní empory a byla zpevněna varhanní kruchta. Roku 1778 byla v presbyteriu a 1884 v celém kostele položena nová dlažba z kamenných cementových desek, přičemž byly odstraněny desky z hrobů Evy Rosiny Mießel a Margarety Bähr před hlavním oltářem a přemístěny do předsíně.
V druhé polovině 20. let bylo i došlo na požadavek obnovy s realizací zásadních úprav. S úpravami bylo započato v roce 1930, přičemž ze stavebního hlediska to bylo vystavění nové sakristie. Z chóru byly odstraněny dětské lavice a v celém kostele byla položena nová podlaha z keramických dlaždic a pod lavicemi pouze betonová. V roce 1932 však došlo i vytvoření malířské výzdoby. V oblouku nad oltářem a v prostoru přímo nad ním zobrazil Boha Otce, Beránka Božího a dvojici andělů s nápisovými páskami. Tyto malby jsou v současné době překryty novou omítkovou vrstvou vytvořenou v době poslední rekonstrukce objektu po roce 2003. Během těchto úprav byl kostel rovněž elektrifikován.
V období normalizace opuštěný kostel trpěl. Poslední mše se zde konala v roce 1973. Inventář byl vystěhován a římskokatolická církev předala prázdný a odsvěcený kostel Československému státu. První archeologický výzkum zde proběhl až po sametové revoluci v roce 1990, když byl kostel předán tehdejším Okresním národním výborem chebskému muzeu.
Zdejší farnost zanikla v roce 2003 sloučením s chebskou farností. Zdevastovaný interiér kostela se zbytky oltářů byl volně přístupný, stavba v dezolátním stavu byla převedena na obec. Po roce 2005 začala obnova kostela. Z muzea Cheb se podařilo zajistit artefakty kostela uložené v chebském muzeu. Kostel si mohou v současnosti zájemci prohlédnout u příležitosti koncertů a kulturních akcí, které se v obci konají několikrát do roka.

## Popis kostela
Kostel je jednolodní s pravoúhlým presbytářem na severní straně a podélným chórem a předsíní před západním průčelím. Mohutná boční věž má polygonální poslední patro a je zakončena cibulovitou bání. V kostele bývalo převážně barokní vybavení, později doplňované několika cennými gotickými sochami světců, které však byly uchovány jinde.
Průčelí kostela je trojosé, členěné střední osou portálu, okenními otvory. Jižní fasáda je pohledově nejčlenitější. Je na ní umístěn přístěnek kostelní předsíně připojený k hlavní lodi. Stěna od přístěnku je prolomena třemi okenními otvory. Přístěnek je opatřen sedlovou střechou. Nad přístěnkem se nachází v hlavní ose sluneční hodiny. Kolem slunečních hodin se nachází trojice kruhových oken. Napravo od vstupu se nachází trojice segmentových oken osvětlující tribunu. Na jižní straně kostelní věže se nachází dřevěný ciferník hodinového stroje pod okenním otvorem. Věž je zakončena cibulovou kopulí s nasazenou ortogonální lucernou a zakončenou makovicí. Západní průčelí je trojosé, nachází se zde pouze tři okenní otvory. Severní průčelí kostela je prolomeno jedním okenním otvorem za hlavním oltářem. Střecha kostela je pokryta bobrovkou.

### Interiér
Na pěti obrazech, které zdobí řečniště, jsou spodobeny výjevy svatého Jana Evangelisty, Ježíše, svatého Lukáše, svatého Marka a svatého Matouše. Zajímavým a ojedinělým prvkem je také atribut paže s krucifixem upevněným na levé straně kazatelny. Kostel se může pochlubit unikátní freskou vytvořenou neznámým alsaským autorem. Jedná se o nástěnnou malbu, jejímž motivem je Kristus ve vinném lisu. Odborníky je datována přibližně na začátek 15. století. Malba byla odhalena při kompletní opravě kostela v roce 2007. Zajímavostí bylo také to, že malba byla překryta až čtrnácti vrstvami nátěrů, což památku zachránilo. Kromě historické malby má kostel nově zrekonstruovanou kazatelnou z roku 1670, oltáře, původní hodinový stroj i díla novodobých autorů.
Na evangelní straně lodi kostela při triumfálním oblouku je umístěna dřevěná kazatelna s baldachýnem. V lodi před chórovou přepážkou jsou po obou stranách umístěny vedlejší oltáře. Na levé straně lodi je na částečně opravené zděné menze umístěn retabulový oltář osazený novodobým obrazem. Obraz nese scénu z obrazu Madony ve skalách.

## Galerie

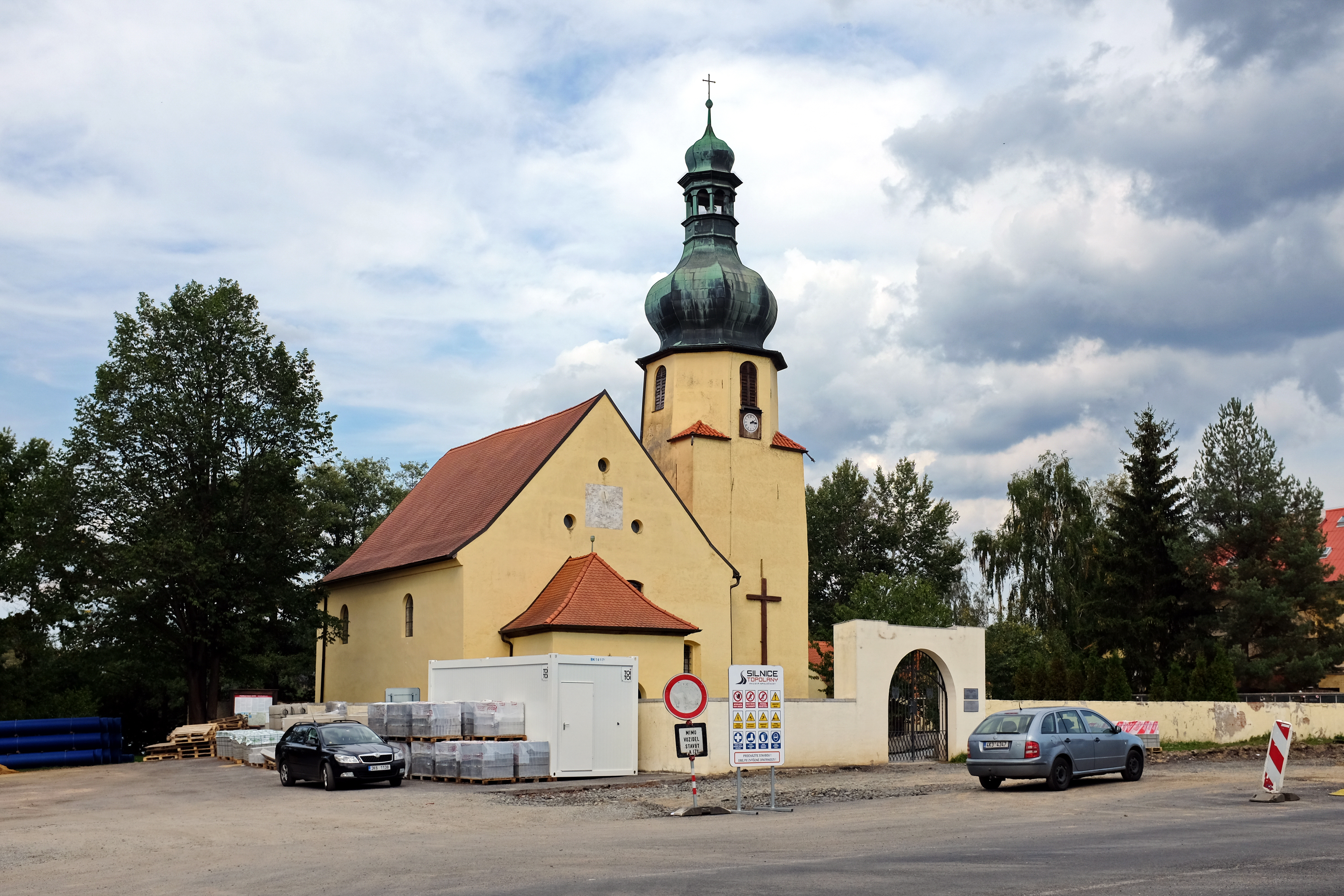
Pohled od jihozápadu
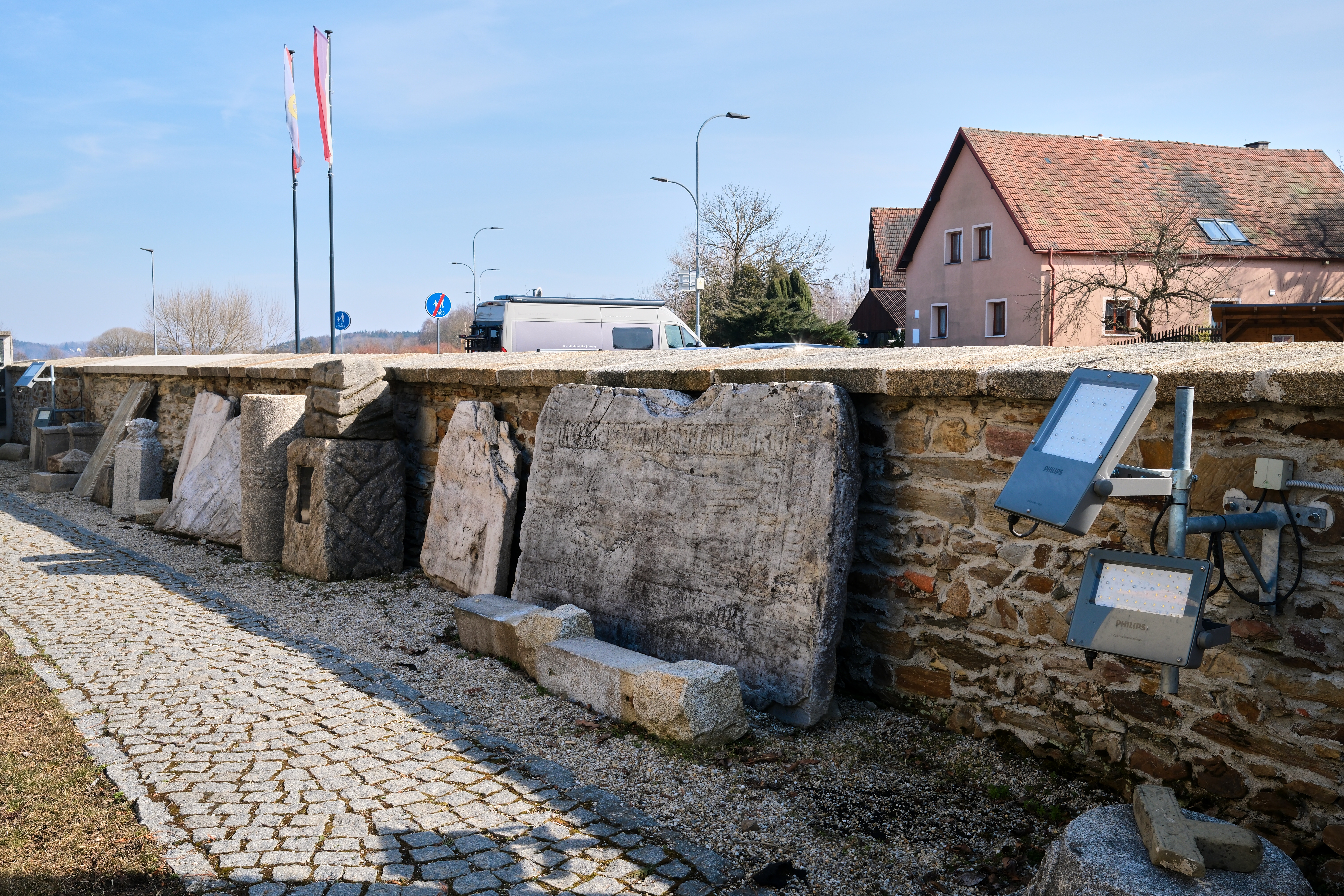
Ohradní zeď
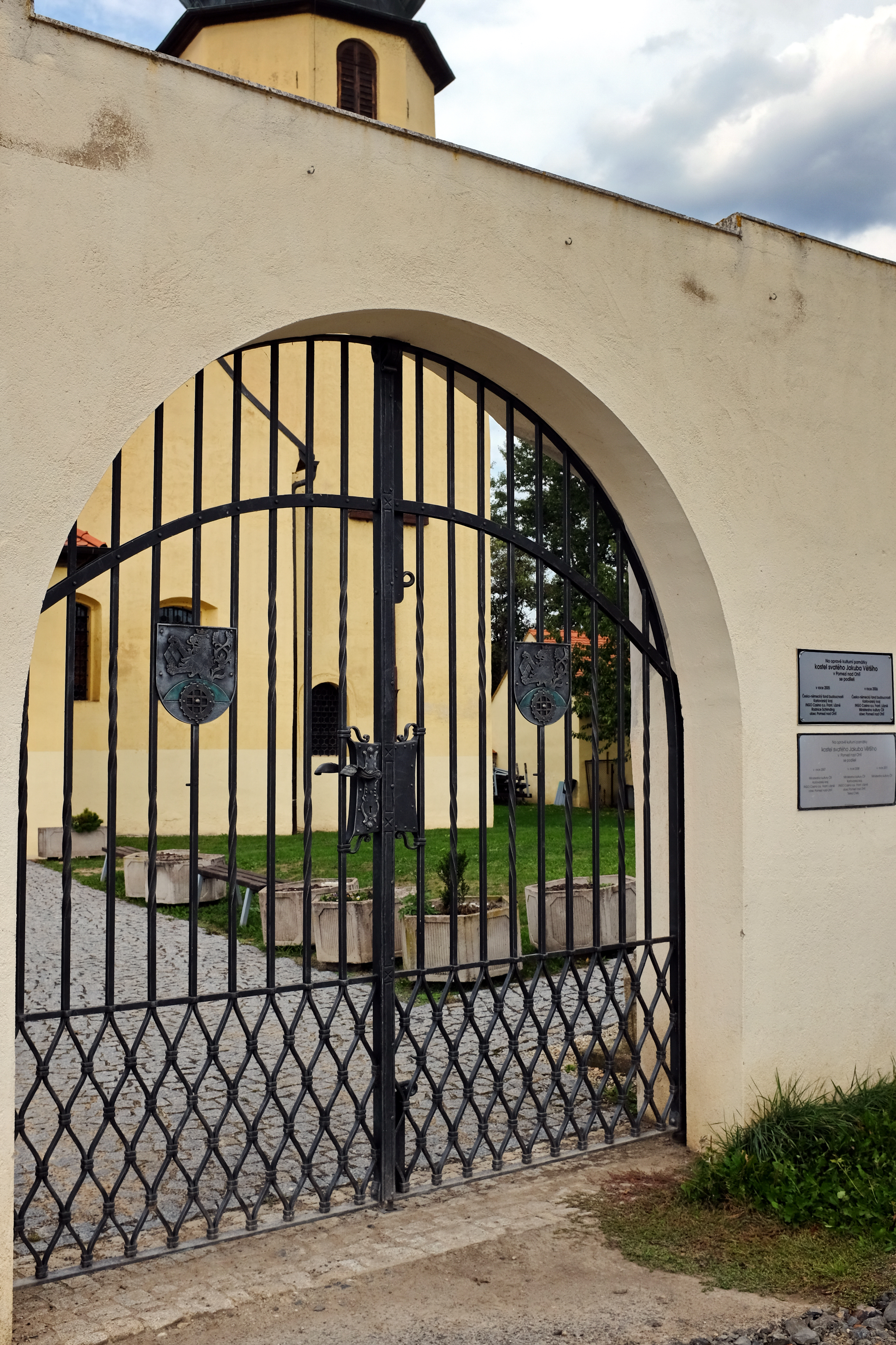
Brána
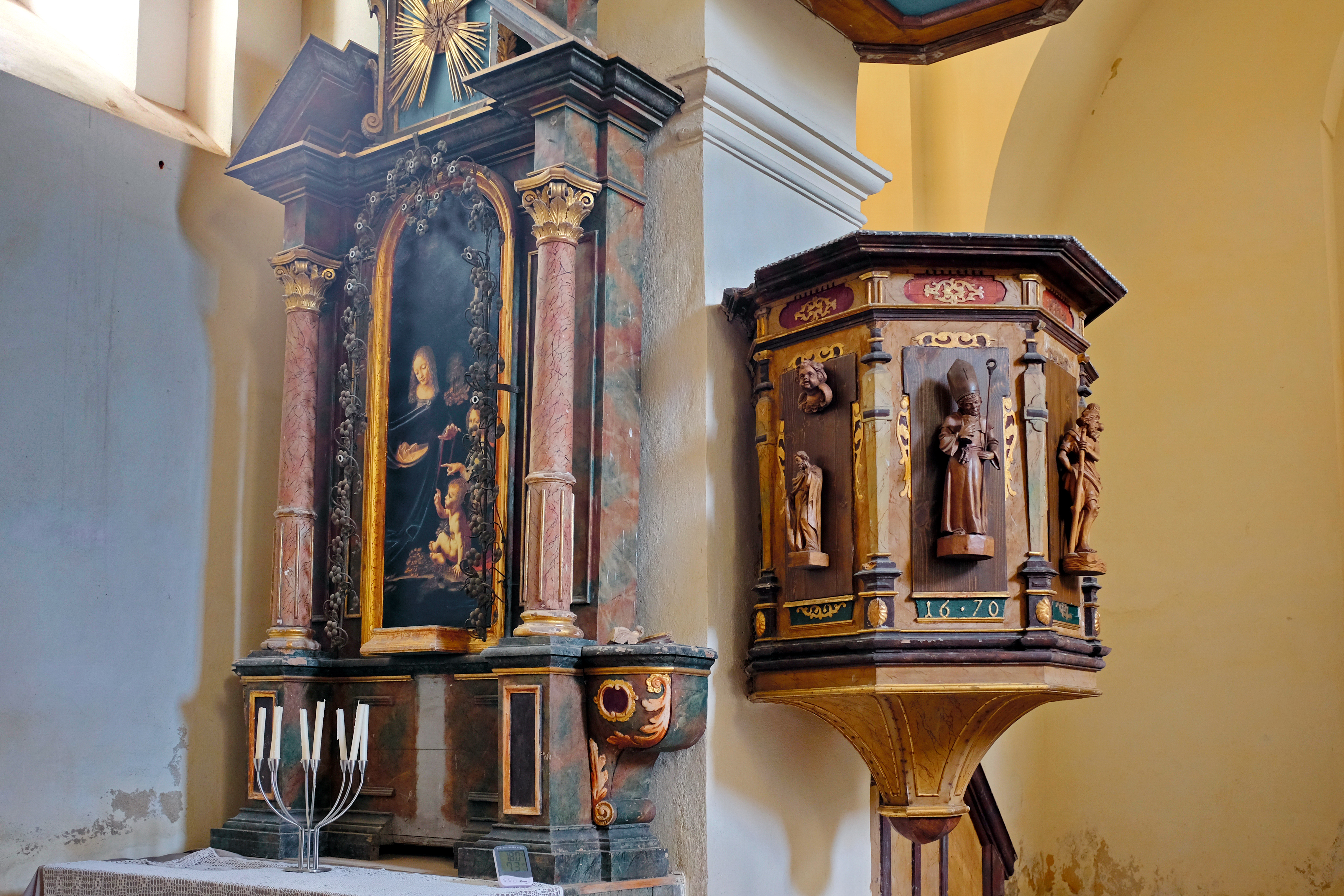
Kazatelna a obraz Madona ve skalách
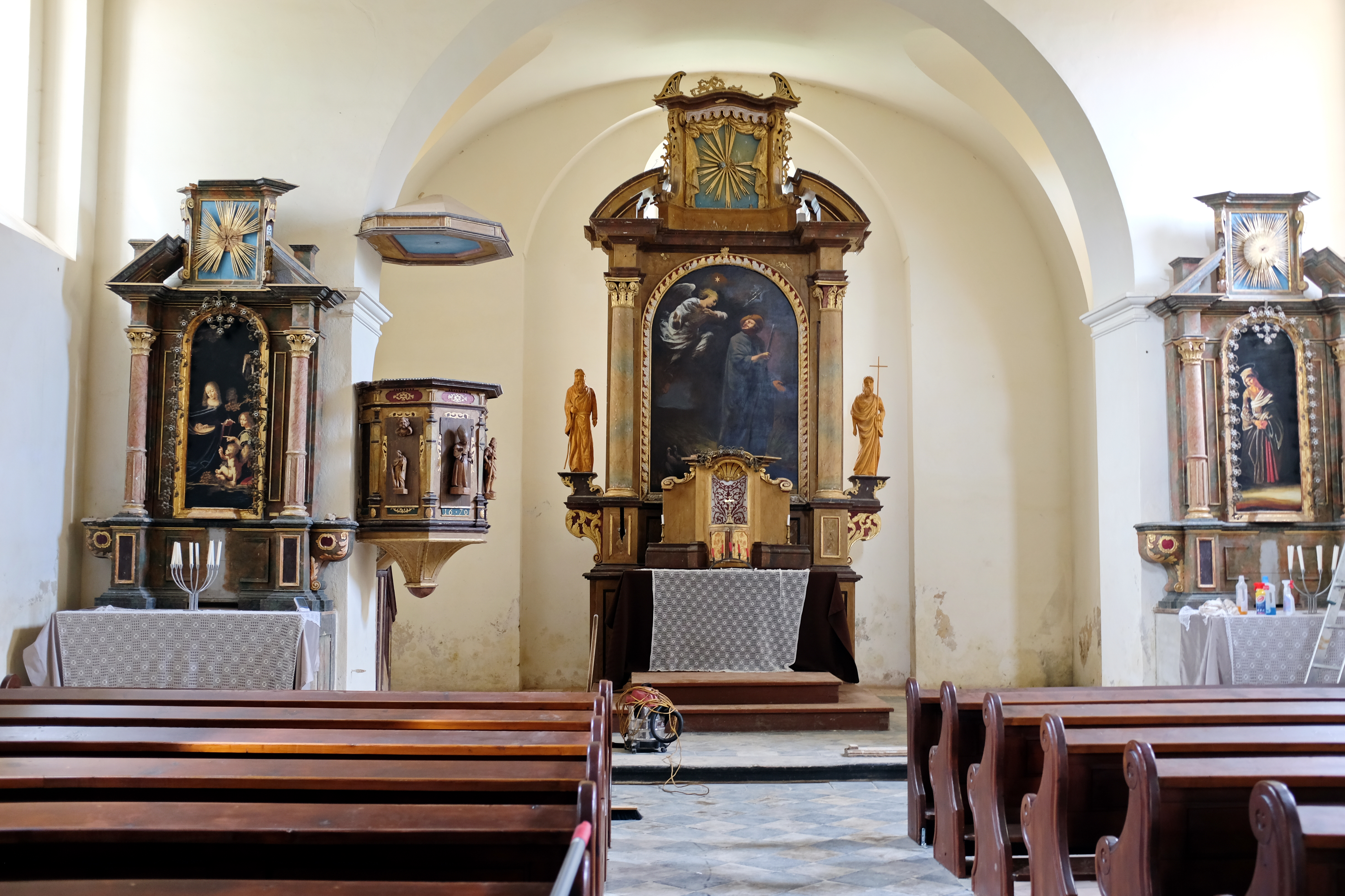
Pohled do interiéru v září 2018
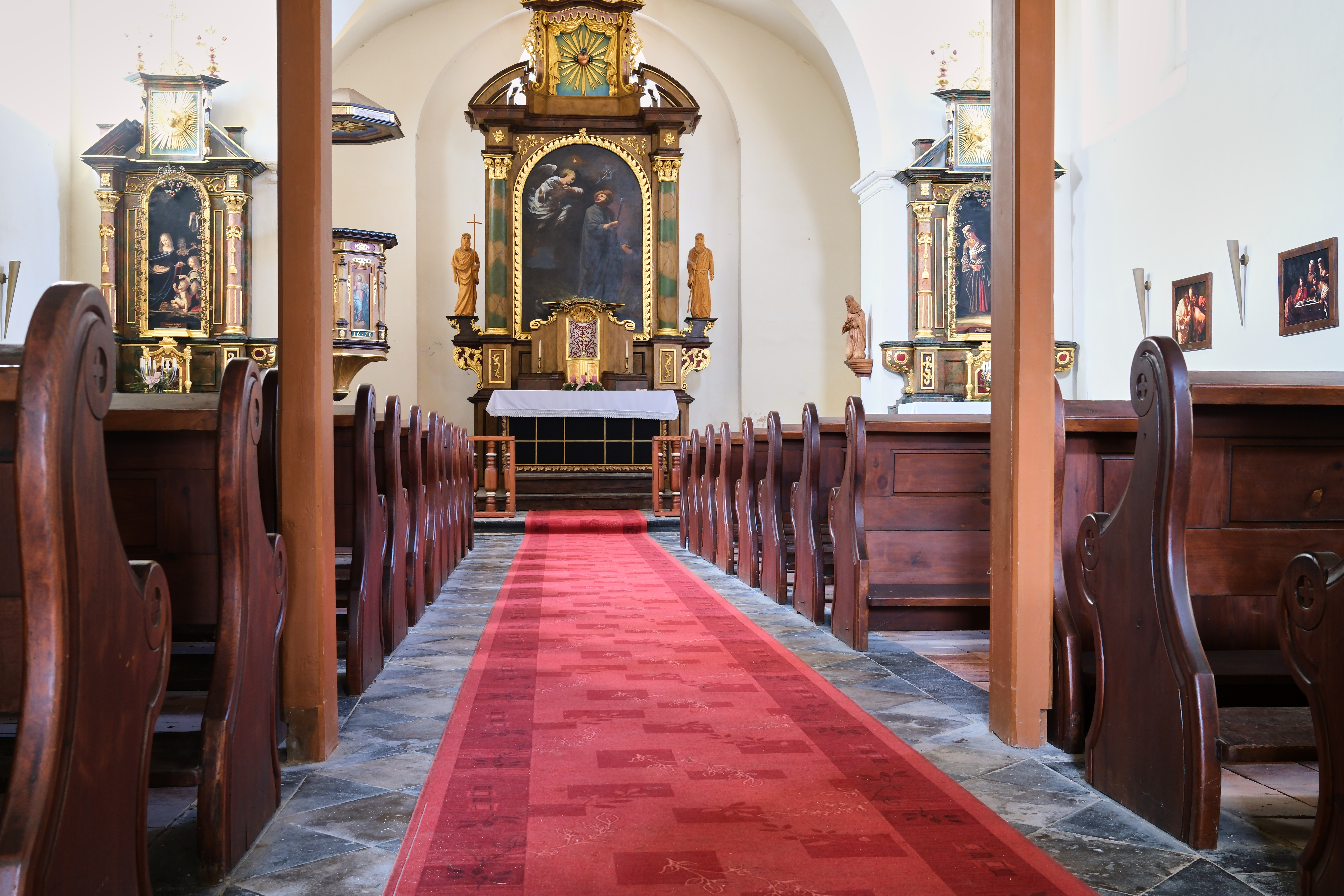
Pohled do interiéru v březnu 2025